# Ernest August Hanowerski (ur. 1983)
Ernest August, dziedziczny książę Hanoweru (Ernst August Andreas Philipp Constantin Maximilian Rolf Stephan Ludwig Rudolph von Hannover, ur. 19 lipca 1983 w Hildesheim, Dolna Saksonia), hanowerski książę z dynastii Welfów, syn Ernesta Augusta V, księcia Hanoweru i jego pierwszej żony, Chantal, księżnej Hanoweru.
Książę Ernest August urodził się w Hildesheim jako pierwsze dziecko Ernesta Augusta V, księcia Hanoweru i Chantal, księżnej Hanoweru.
Ukończył Malvern College w Malvern, Woercestershire.
W 2017 roku poślubił Katarzynę Małyszewą, z którą ma czworo dzieci: księżniczkę Elżbietę (ur. 2018), księcia Welfa Augusta (ur. 2019), księżniczkę Eleonorę (ur. 2021) i księżniczkę Małgorzatę (ur. 2024).
Zajmuje pierwsze miejsce w linii sukcesji do tytułu księcia Hanoweru i miejsce w linii sukcesji do brytyjskiego tronu.
Poprzez swojego przodka, Jana Wilhelma Friso, księcia Oranii spokrewniony jest ze wszystkimi rodzinami królewskimi i książęcymi panującymi w Europie.
Mieszka w Hanowerze.

## Powiązania rodzinne
Książę Ernest August urodził się 19 lipca 1983 w Hildesheim w niemieckiej Dolnej Saksonii.
Jego rodzicami są Ernest August V, książę Hanoweru, potomek dynastii hanowerskiej i jego pierwsza żona, Chantal, pochodząca ze szwajcarskiej rodziny Hochuli.
Jego dziadkami byli ze strony ojca Ernest August IV, książę Hanoweru i Ortrud, księżniczka z dynastii Oldenburgów.
Poprzez drugie małżeństwo ojca jego macochą jest Karolina, księżna Hanoweru, monakijska księżniczka z dynastii Grimaldich.
Ma młodszego brata, księcia Krystiana i młodszą przyrodnią siostrę ze strony ojca, księżniczkę Aleksandrę.
Książę został ochrzczony w wierze luterańskiej 15 października 1983 na zamku Marienburg. Otrzymał imiona Ernest August Andrzej Filip Konstantyn Maksymilian Rolf Stefan Ludwig Rudolf (niem. Ernst August Philipp Constantin Maximilian Rolf Stephan Ludwig Rudolph) na cześć swoich ojców chrzestnych, którymi zostali: Konstantyn II, król Greków, Filip VI, król Hiszpanii, Andrzej, książę Leningen, książę Filip Ernest Schaumburg-Lippe, książę Maksymilian z Badenii, Rolf Sachs, Stephan von Watzdorf, książę Ludwik Rudolf z Hanoweru i książę Welf Henryk Hanowerski.

### Edukacja
Ukończył Malvern College w brytyjskim Malvern, a następnie studiował w Nowym Jorku.

## Członek rodziny książęcej
Tytuły arystokratyczne w Niemczech zostały zniesione w 1919 roku, obecnie mają znaczenie historyczne, a formalnie są częścią nazwiska. Po urodzeniu Ernest August tytułowany był Jego Królewska Wysokość Książę Ernest August z Hanoweru. Po śmierci dziadka i uzyskaniu przez ojca tytuł księcia Hanoweru Ernest August uzyskał tytuł Jego Królewskiej Wysokości Dziedzicznego Księcia Hanoweru.
Jako dynastycznemu potomkowi Wiktorii, królowej Wielkiej Brytanii przysługuje mu odległe miejsce w linii sukcesji brytyjskiego tronu.
Jego rodzice rozwiedli się w październiku 1997 roku i matka przeprowadziła się do Londynu. Książę Hanoweru wstąpił w drugi związek małżeński, z monakijską księżniczką Karoliną. Od tej pory książę Ernest August uczestniczył w wielu oficjalnych wydarzeniach w Księstwie Monako, między innymi w obchodach Narodowego Dnia Monako, państwowym pogrzebie księcia Rainiera, koronacji księcia Alberta i balach charytatywnych. Utrzymuje bliskie kontakty z trojgiem swojego przybranego rodzeństwa, Andreą, Charlotte i Pierre’em Casiraghi.
W 2004 został właścicielem zamku Marienburg, obiektu należącego do rodziny hanowerskiej i wybudowanego w XIX wieku. W sierpniu 2005 razem z bratem zorganizował licytację niektórych rodowych pamiątek o wartości piętnastu milionów dolarów, aby uregulować rodzinne długi, które wygenerował ich ojciec.
14 kwietnia 2018 otworzył na zamku Marienburg wystawę poświęconą pamięci swoich przodków, Jerzego V, króla Hanoweru i jego małżonki, królowej Marii, w dwusetną rocznicę jej urodzin.
W listopadzie 2018 książę Ernest August sprzedał Zamek Marienburg landowi Dolna Saksonia za symboliczną kwotę jednego euro. Decyzja podyktowana była złym stanem budynku, rosnącymi kosztami utrzymania, a także zadłużeniem, które posiada rodzina hanowerska. Landesmusem w Hanowerze zdecydowało się wykupić dzieła sztuki i meble, aby mogły pozostać w zamku.

### Związki z innymi rodzinami królewskimi
Książę Ernest August jest potomkiem Wiktorii, królowej Wielkiej Brytanii, a także Krystiana IX, króla Danii i Wilhelma II, cesarza Niemiec i króla Prus. Jest spokrewniony ze wszystkimi panującymi w Europie rodzinami książęcymi.
Poprzez drugie małżeństwo ojca jest spowinowacony z monakijską rodziną książęcą. Albert II, książę Monako, jest młodszym bratem jego macochy.
Reprezentował dwór hanowerski na uroczystościach zaślubin: Alberta II, księcia Monako z Charlene Wittstock (Monako, 2011), księcia Krystiana z Aleksandrą de Osmą (Londyn, 2017 i Lima, 2018) i księżniczki Eugenii z Yorku z Jackiem Brooksbankiem (Windsor, 2018).
Brał udział w ceremonii pogrzebowej księcia Monako Rainiera III (Monako, 2005).

## Życie prywatne
10 sierpnia 2016 Pałac Książęcy ogłosił zaręczyny księcia z rosyjską projektantką mody, wychowaną w Czechach, Katarzyną Małyszewą (ur. 1 lipca 1986 w Apatytach w obwodzie murmańskim na terenie ówczesnego Związku Radzieckiego). Para poznała się w 2011 roku podczas jednego z przyjęć w Londynie.
Kilka dni przed zaplanowanym ślubem pary ojciec pana młodego, książę Hanoweru, publicznie sprzeciwił się małżeństwu syna. Jako powód podał brak porozumienia co do majątków rodzinnych dynastii hanowerskiej i zażądał od syna zwrotu posiadłości, które wcześniej podarował mu w prezencie. Potwierdził również, że nie weźmie udziału w ceremonii zaślubin.
Para zawarła cywilny związek małżeński 6 lipca 2017 roku w Nowym Ratuszu w Hanowerze. Ceremonii przewodniczył Stefan Schostok, niemiecki polityk i burmistrz miasta. Katarzyna otrzymała honorowy tytuł Jej Królewskiej Wysokości Dziedzicznej Księżnej Hanoweru, który poprzednio do października 1997 nosiła jej teściowa, Chantal.
8 lipca 2017 miała miejsce religijna ceremonia zaślubin w wierze luterańskiej w Katedrze Hanowerskiej. Wśród gości zabrakło ojca pana młodego i jego drugiej żony, Karoliny. Obecna była Chantal, księżna Hanoweru, rodzeństwo pana młodego, potomkowie monakijskiej rodziny książęcej, książę i księżna Prus, margrabia i margrabina Badenii, księżniczka Elżbieta Thurn und Taxis. Przyjęcie weselno zorganizowano na Zamku Marienburg w Dolnej Saksonii.
Jesienią 2017 potwierdzono, że para książęca spodziewa się narodzin pierwszego dziecka. 22 lutego 2018 w Hanowerze dziedziczna księżna urodziła córkę. Księżniczka została ochrzczona w październiku 2018 w wierze luterańskiej na Zamku Marienburg i otrzymała imiona Elżbieta Tatiana Maksymiliana Iacobella Faiza (niem. Elisabeth Tatiana Maximiliana Iacobella Faiza) na cześć swoich matek chrzestnych, którymi zostały: Tatiana Casiraghi (jej ciotka), Maksymiliana, hrabina Douglas, Iacobella Gaetani i Faiza s’Lika.
19 października 2018 ogłoszono, że para spodziewa się narodzin swojego drugiego dziecka. 22 marca w Hanowerze księżna urodziła syna. Chłopiec został ochrzczony w wierze luterańskiej 12 maja na Zamku Marienburg i otrzymał imiona Welf August Jan Ferdynand Karol Wilhelm Antoni Julian Mario (Welf August Johannes Ferdinand Karl Wilhelm Anthony Julio Mario). Wśród jego rodziców chrzestnych znaleźli się Julio Santo Domingo (brat Tatiany Casiraghi) i księżniczka Maria Olimpia z Grecji.
Książę Hanoweru nie uznał swoich wnuków za potomków dynastycznych, w związku z tym książę Welf August nie może w przyszłości odziedziczyć tytułu księcia Hanoweru po dziadku i ojcu.
18 marca 2021 media poinformowały o trzeciej ciąży księżnej Katarzyny. 2 września para potwierdziła w rozmowie magazynem Bunte, że ich druga córka, księżniczka Eleonora, urodziła się w lipcu. 8 września poinformowano, że dziewczynka przyszła na świat 26 lipca, a jej imiona to Eleonora Dina Daniela Aleksandra (Eleonora Dina Daniela Alexandra).
11 stycznia 2024 podano do wiadomości, że para spodziewa się narodzin swojego czwartego dziecka. Ich trzecia córka, księżniczka Małgorzata (Margarita) urodziła się 18 lipca 2024.